# Villa Maximos
La Villa Maximos (o Palazzo di Maximos, in greco Μέγαρο Μαξίμου, Mégaro Maxímou), è un edificio neo-classico che ospita l'ufficio del Primo Ministro Greco dal 1982. La villa è situata al numero civico 19, Via Erode Attico (in greco Οδός Ηρώδου Αττικού), a fianco al Palazzo presidenziale, ad Atene.

## Storia

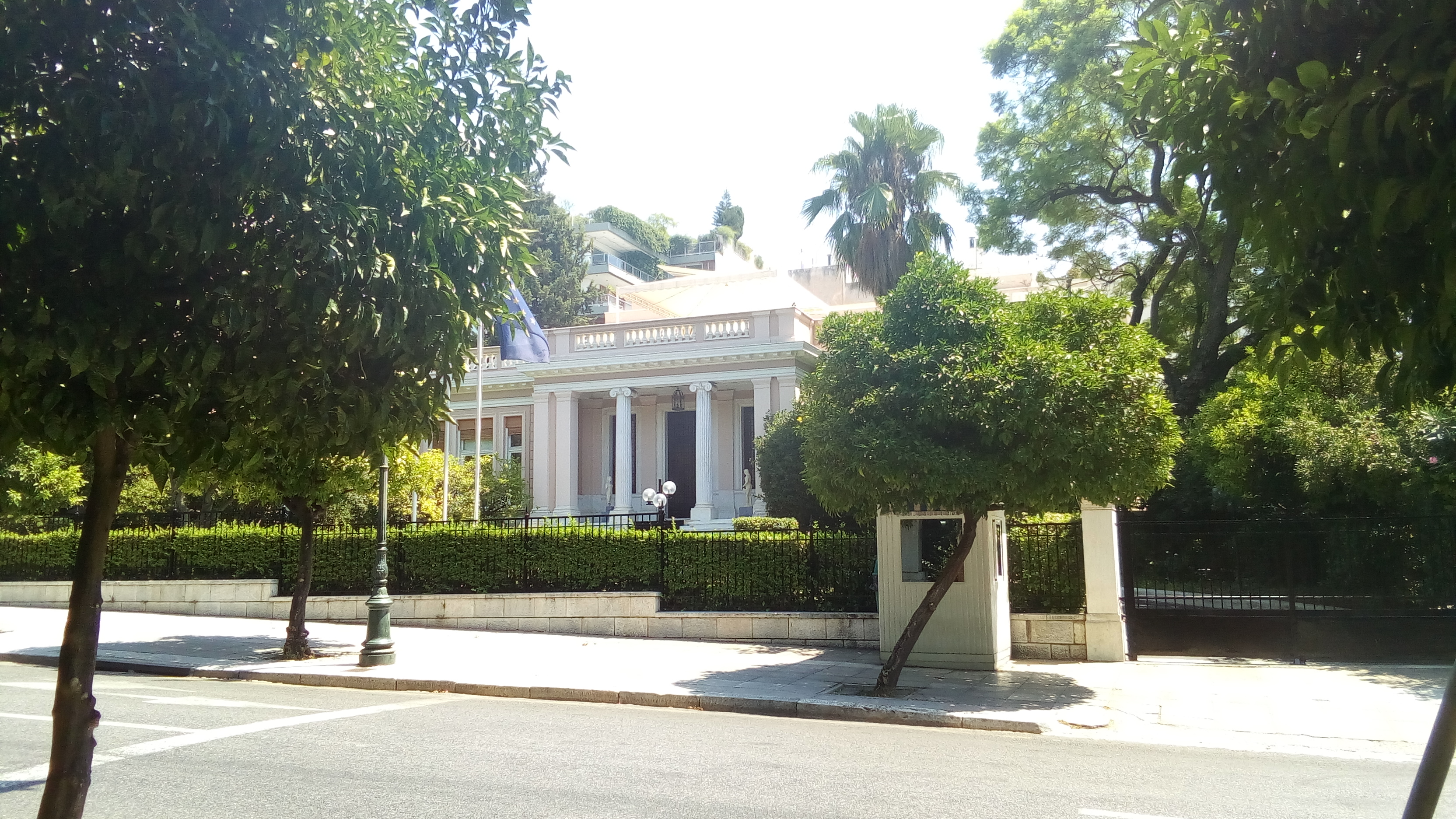
Veduta della Villa Maximos.

In alcuni carte risalenti al 1856, i terreni dove sorge oggi la Maximos erano di proprietà dei fratelli Angelos e Argyris Karagiannis. La zona, ben al di fuori del centro storico della città era ancora caratterizzata da campi e orti. Tra il 1836 ed il 1843 furono costruiti nella zona alcuni Palazzi istituzionali, come il Palazzo reale, oggi sede del Parlamento. La costruzione della Villa però tarderà fino all'inizio del XX secolo: l'edificio fu originariamente edificato nel 1912 per Alexandros Michalinos, un armatore dell'Isola di Chios. All'epoca, il luogo era utilizzato come giardino per il Palazzo Reale. Nel 1916, la vedova di Michalinos, sposata con Dimitrios Maximos, vendette l'edificio incompleto a Leonidas Empeirikos, per poi riacquistarlo nel 1921. La famiglia Maximos completò la costruzione e vi si stabilì nei primi anni 1920s. 

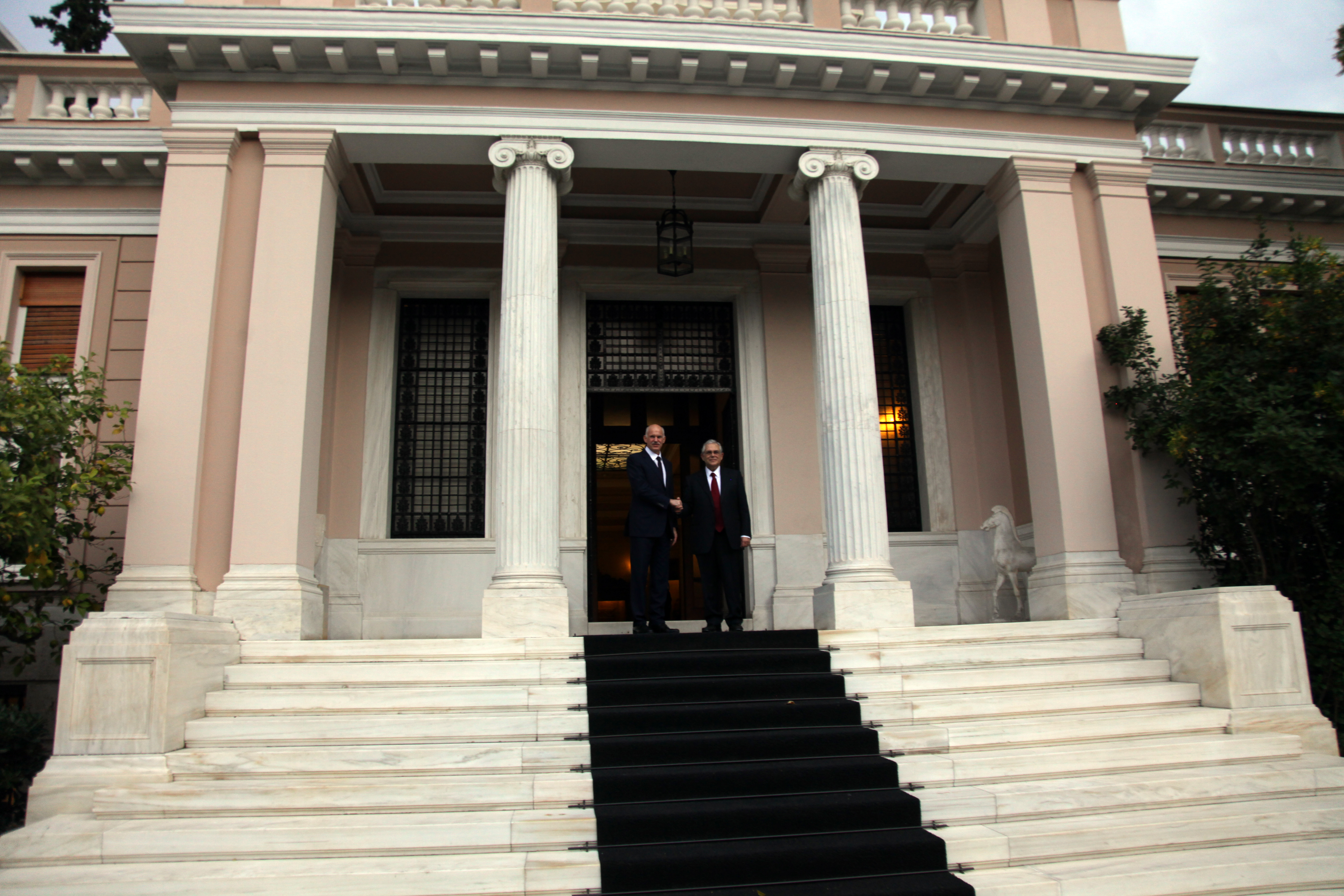
L'ingresso della Villa Maximos.

Con l'occupazione di Atene da parte delle truppe tedesche, la villa fu utilizzata come residenza dell'Ammiraglio della Marina tedesca di stanza nel Mar Egeo. Dopo la guerra, l'edificio fu utilizzato per un breve periodo come sede dell'Ambasciatore degli Stati Uniti ad Atene. Nel 1952, Dimitrios Maximos vendette la villa allo Stato greco a un prezzo favorevole. Dalla metà degli anni 1950s fino al 1982, la villa è stata utilizzata come residenza per importanti dignitari stranieri in visita in Grecia, tra cui il Maresciallo Tito di Jugoslavia nel 1955 ed anche Margaret Thatcher, Primo ministro britannico, nel 1980. Nel 1982, il governo di Andreas Papandreou decise di ristrutturarla e di trasferirvi l'ufficio del Primo Ministro .